# (6785) 1990 VA7
1990 في أي 7 (ويعرف أيضًا باسم (6785) 1990 في أي 7 وفق تسمية الكوكب الصغير) (بالإنجليزية: 1990 VA7)‏ هو كويكب ضمن حزام الكويكبات؛ وترتيبه 6785 من حيث الاكتشاف.
اكتُشف هذا الجُرم الفلكي بواسطة Hitoshi Shiozawa ‏ في 12 نوفمبر 1990.

## وصلات خارجية
- (6785) 1990 VA7 في قاعدة بيانات مختبر الدفع النفاث لأجرام النظام الشمسي الصغيرة

- الاكتشاف · مخطط المدار ·  العناصر المدارية · المعلمات المادية

- (6785) 1990 VA7 على موقع ويكي سكاي: DSS2, SDSS, GALEX, IRAS, Hydrogen α, X-Ray, Astrophoto, Sky Map, Articles and images